# Гейсман Іван Іванович
Іва́н' (Іоа́нн-Вільге́льм) Іва́нович Ге́йсман (* 1738 — † 1772) — російський військовик. Підполковник російської армії. Прадід економіста та поліглота Олександра Гейсмана, прапрадід військового історика, генерала від інфантерії Платона Гейсмана.

## Біографія
Походив зі старого фламандского роду, який жив у Нідерландах. Батько Іоганн Гейсманс служив у військах герцога Голштинського. У Голштинії його стали іменувати «Гейсман».
Іоанн-Вільгельм Гейсман служив у голштинських військах російського імператора Петра III. Після його смерті перейшов на російську слубу. Брав участь у першій польській (конфедератській) війні імператриці Катерини II.
1772 року командував окремим загоном у нинішній Галичині, декілька разів розбив конфедератів.
На початку 1772 року приєднався зі своїм загоном до Олександра Суворова. Під його командуванням брав участь у блокаді Краківського замку. 18 лютого (29 лютого за новим стилем) при штурмі цього замку командував головною колоною. Під час цих бойових дій Гейсмана було важко поранено в голову. Наступного дня (за іншими даними — через два дні) він помер.